# Basketball-Akademie
Die Porsche Basketball-Akademie (BBA) ist ein Programm für die regionale Basketball-Nachwuchsförderung für die Region Mittlerer Neckar. Unter dem Dach der EnBW Ludwigsburg agiert die Akademie mit zahlreichen Kooperationspartnern vereinsübergreifend sowohl breitensport- als auch leistungssportorientiert.

## Die Säulen der BBA

### Schulprogramm
Nach einjähriger Zusammenarbeit mit Schulen aus Marbach, Ludwigsburg, Fellbach, Kornwestheim, Möglingen, Stuttgart, Remseck und weiteren Nachbarstädten Ludwigsburgs findet sich das Schulnetzwerk der BBA weiter im Wachstum. Die Partnerschulen besuchen Spiele und Trainings der EnBW Ludwigsburg. Head-Coach Tobit Schneider und professionelle Spieler absolvieren Sportstunden und Schul-Camps an den Partnerschulen. Teilweise besuchen die Spieler auch den Englisch-Unterricht oder bilinguale Klassen. Basketball-AGs sind fester Bestandteil der Kooperationen. Darüber hinaus haben sich in den Städten Ludwigsburg und Remseck bereits Grundschul-Cups etabliert, die als Endturniere der Basketball-AGs veranstaltet werden. Die Bundesligatrainer fungieren dabei als Coaches und geben den Kindern so einen Extra-Schub an Motivation. Auch in weiteren Städten sollen Grundschul-Cups etabliert werden, um das Interesse der Schüler an der Sportart Basketball schon frühzeitig zu wecken.

### Partnervereine
Sieben Vereine umfasst die Akademie derzeit. Mit der EnBW Ludwigsburg, den Kirchheim Knights und der BSG Ludwigsburg werden von der Beko Basketball-Bundesliga über die ProA und die erste Regionalliga die höchsten deutschen Ligen abgedeckt. Die BBA-Partnervereine BG Tamm/Bietigheim, BG Remseck, TV Marbach und der TSG Backnang sind die Basis für ein regional verankertes Nachwuchskonzept. Übergeordnete Ziele sind die Steigerung der Popularität der Sportart Basketball in der Breite und der Aufbau eines größeren Talentepools für die Spitze. Gemeinsame Turniere und Camps sowie die Austragung der Spiele der NBBL-Mannschaft der BBA bei Partnervereinen sind Belege für funktionierende Partnerschaften. Gruppenbesuche bei den Bundesliga-Heimspielen gehören ebenfalls zu den regelmäßigen Highlights der Basketball-Akademie.

### Spitzensportförderung
Neben der bereits drei Jahre bestehenden U19-Bundesliga (NBBL) wird zur Saison 2009/10 eine U16-Jugendbundesliga (JBBL) eingeführt. Nachdem Ludwigsburg im vergangenen Jahr noch die NBBL-Lizenz mit dem Tübinger Nachwuchs teilte, schickt die Basketball-Akademie unter dem Namen BBA Ludwigsburg sowohl eine eigene NBBL-Mannschaft als auch ein JBBL-Team ins Rennen um die Deutsche Meisterschaft. Im Seniorenbereich schließt die Förderung in Teams der BSG Ludwigsburg (Oberliga, Regionalliga) sowie im ProA-Team der Kirchheim Knights an und endet im Idealfall im Bundesligakader der EnBW Ludwigsburg. Weiteres Ziel der Ausbildung ist die Generierung von Kaderspielern für den BBW und den DBB. Aktuell sind die Spieler Besnik Bekteshi, Jonathan Maier, Justin Konietzke, Philipp Heyden, Ziyed Chennoufi sowie David Mc Cray im Fokus der Nationalmannschaften.
Etliche junge Spieler sind mit Doppellizenzen ausgestattet, um in jüngeren Jahren beispielsweise noch für ihren Heimatverein spielen zu können. Die sportlichen, schulischen, aber auch familiären Bedingungen werden bei allen Talenten entsprechend berücksichtigt. Gemeinsam mit den Trainern der jeweiligen Partnervereine werden die sportlichen Schritte für die Talente geplant und umgesetzt. Jeder Fall ist individuell zu betrachten, und familiäre und schulische Aspekte werden bei der sportlichen Planung stets mit einbezogen. Dieses durchgängige Konzept wird mit dem im September 2009 eröffneten Vollzeitinternat komplettiert. Aktuell bewohnen acht Basketballspieler das Internat und haben am Standort Bildungszentrum West beste infrastrukturelle Voraussetzungen. Neben dem täglichen Mannschaftstraining ist ein fest installiertes, individuell ausgelegtes Mittagstraining Bestandteil der Talentförderung.

### Aus- und Fortbildung
Unter der Organisation von BBA-Head-Coach Tobit Schneider findet neben der Ausbildung der Spieler ebenso die Ausbildung der Übungsleiter statt. Schüler der Partnerschulen werden zu Mentoren ausgebildet und leiten Basketball-AGs. Lehrer werden fortgebildet und schrittweise für die Sportart Basketball sensibilisiert. Für Trainer aus den Partnervereinen finden Workshops, aber auch D-Trainer-Ausbildungen sowie C-Trainer-Fortbildungen statt. Hierzu wird regelmäßig das Know-how der Bundesliga-Trainer der EnBW Ludwigsburg genutzt.

### Soziale Projekte
Neben den genannten Inhalten hat sich die BBA Benefiz-Veranstaltungen und Kooperationen mit sozialen Projekten zu ihrer Aufgabe gemacht. Im Frühjahr 2009 liefen 120 Schüler im Rahmen eines Bundesligaspiels auf und warfen für krebskranke Kinder einen Ertrag von 2.000 Euro heraus. Mit gemeinsamen Aktionen mit den Projekten „Spannung unter’m Korb“ mit der Stadt Stuttgart sowie „Basketball um Mitternacht“ mit der Stadt Ludwigsburg und Aktivitäten mit weiteren Jugendzentren geht die BBA aktiv die Probleme Gewalt und Alkohol an.